# 時の流れに (ポール・サイモンのアルバム)
『時の流れに』（原題: Still Crazy After All These Years）は、ポール・サイモンが1975年に発表したアルバム。

## 解説
多くのフュージョン・ミュージシャンを起用してレコーディングされた。「マイ・リトル・タウン」はアート・ガーファンクルとのデュエットで、2人が共にレコーディングしたのは、サイモン&ガーファンクル解散後としては初。同曲は、9月に先行シングルとしてリリースされて全米9位に達し、アートのソロ・アルバム『愛への旅立ち』（1975年）にも収録された。柴門ふみの漫画作品『my little town』のタイトルは、同曲が由来。
「恋人と別れる50の方法」は、スティーヴ・ガッドがリハーサルで叩いていたリズム・パターンをそのまま使用した。同曲はシングル・カットされ、1976年2月に全米1位を獲得。
本作は、グラミー賞の最優秀アルバム賞と男性ポップ・ボーカル部門の2部門を受賞。サイモン&ガーファンクル解散後としては初のグラミー受賞となった。
「もの言わぬ目」の別バージョン（ボーカルはハミングが中心）がアルバムの発売にさきがけて、ウォーレン・ベイティ主演の映画『シャンプー』に使用された。

## 収録曲
全曲ポール・サイモン作。
サイド 1
1. 時の流れに - "Still Crazy After All These Years" - 3:26
2. マイ・リトル・タウン - "My Little Town" - 3:51
3. きみの愛のために - "I Do It For Your Love" - 3:35
4. 恋人と別れる50の方法 - "50 Ways to Leave Your Lover" - 3:37
5. ナイト・ゲーム - "Night Game" - 2:58

サイド 2
1. 哀しみにさようなら - "Gone at Last" - 3:40
2. ある人の人生 - "Some Folks' Lives Roll Easy" - 3:14
3. 楽しくやろう - "Have a Good Time" - 3:26
4. 優しいあなた - "You're Kind" - 3:20
5. もの言わぬ目 - "Silent Eyes" - 4:12

### 2004年デジタル・リマスター盤ボーナストラック
1. スリップ・スライディン・アウェイ（デモ） - "Slip Slidin' Away" (demo) - 5:30
2. 哀しみにさようなら（デモ） - "Gone at Last" (demo) - 4:39

## カヴァー
- 「時の流れに」は、カレン・カーペンターのソロ・アルバム『遠い初恋 (Karen Carpenter)』（発表はカレンの没後の1996年）、レイ・チャールズのアルバム『ア・ソング・フォー・ユー (My World)』（1993年）等でカヴァーされた。
- 「きみの愛のために」は、ビル・エヴァンスのアルバム『アフィニティ (Affinity)』（1979年）等でカヴァーされた。
- 「恋人と別れる50の方法」は、ローズマリー・クルーニー『Nice to Be Around』（1977年）、ブラッド・メルドー『Day is Done』（2005年）等でカヴァーされた。

## 参加ミュージシャン
- ポール・サイモン - ボーカル、アコースティック・ギター、エレクトリックギター
- アート・ガーファンクル - ボーカル(on 2.)
- ピート・カー - エレクトリックギター
- ヒュー・マクラッケン - エレクトリックギター
- ジョン・トロペイ - エレクトリックギター
- ジョー・ベック - エレクトリックギター
- バリー・ベケット - ピアノ、エレクトリックピアノ
- ケニー・アスチャー - エレクトリックピアノ
- リチャード・ティー - ピアノ
- ボブ・ジェームス - エレクトリックピアノ、ストリングス・アレンジ
- レオン・ペンダーヴィス - ピアノ
- デヴィッド・フッド - ベース
- トニー・レヴィン - ベース
- ゴードン・エドワーズ - ベース
- ロジャー・ホーキンス - ドラムス
- スティーヴ・ガッド - ドラムス
- グラディ・テイト - ドラムス
- ラルフ・マクドナルド - パーカッション
- マイケル・ブレッカー - サックス
- デイヴィッド・サンボーン - サックス
- エディ・ダニエルズ - サックス
- フィル・ウッズ - サックス
- トゥーツ・シールマンス - ハーモニカ
- シヴーカ - アコーディオン
- フィービ・スノウ - バッキング・ボーカル
- ヴァレリー・シンプソン - バッキング・ボーカル
- パティ・オースティン - バッキング・ボーカル
- The Jessy Dixon Singers - バッキング・ボーカル
- The Chicago Community Choir - バッキング・ボーカル
- デイヴィッド・マシューズ - ホーン・アレンジ